# Pero caerulea
Pero caerulea là một loài bướm đêm trong họ Geometridae.